# 204 Калиста
204 Калиста (енгл. 204 Kallisto) је астероид главног астероидног појаса. Приближан пречник астероида је 48,57 km,
а средња удаљеност астероида од Сунца износи 2,673 астрономских јединица (АЈ).
Инклинација (нагиб) орбите у односу на раван еклиптике је 8,272 степени, а орбитални период износи 1596,835 дана (4,371 године). Ексцентрицитет орбите астероида износи 0,172.
Апсолутна магнитуда астероида износи 8,89 а геометријски албедо 0,208.
Астероид је откривен 8. октобра 1879. године.